# 三角峰
46°28′40.8″N 8°1′11.9″E / 46.478000°N 8.019972°E

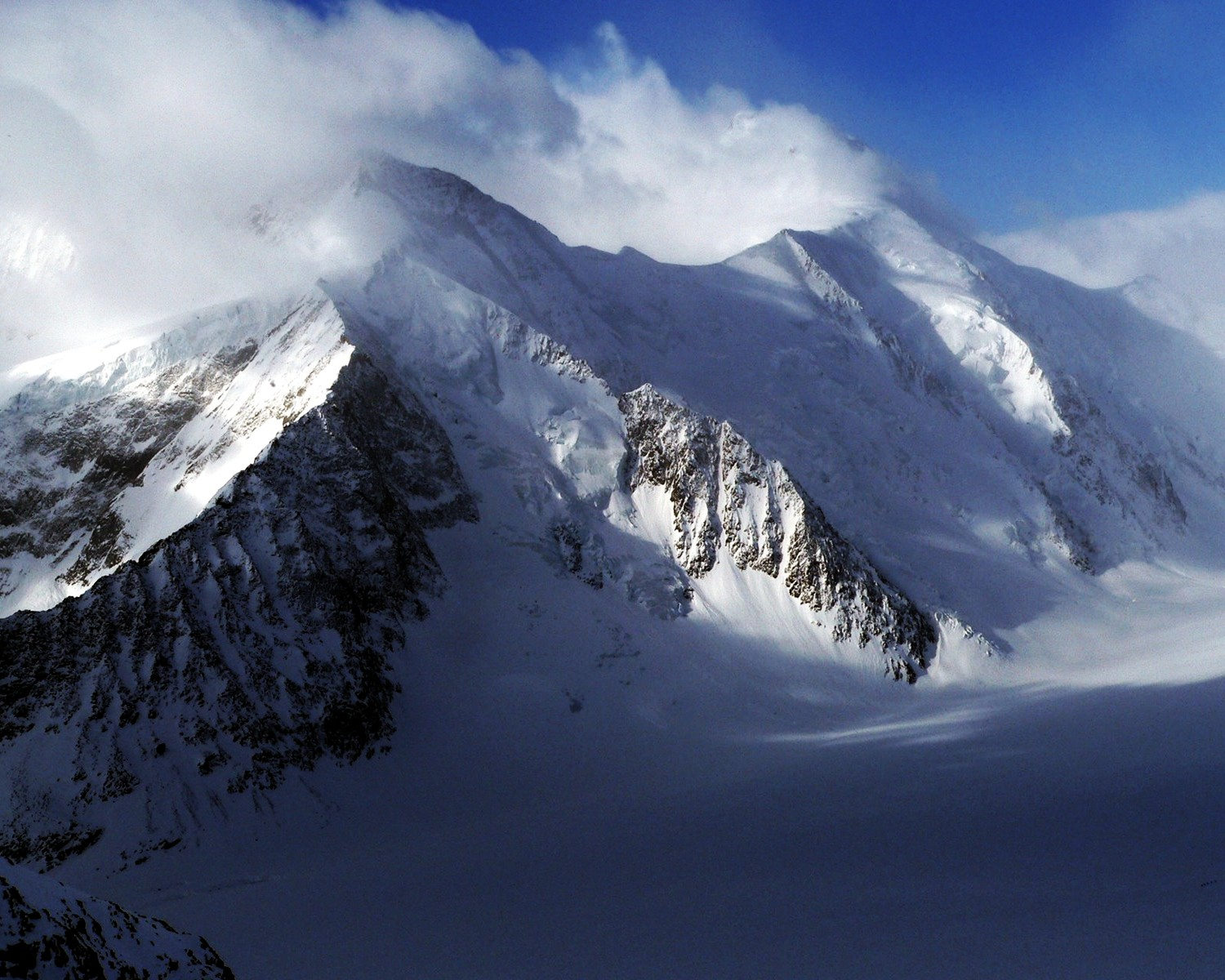

三角峰（德语：Dreieckhorn），或音译作德赖埃克峰，是瑞士的山峰，位於該國南部，由瓦萊州負責管轄，屬於伯尔尼山的一部分，海拔高度3,811米，每年平均降雨量2,221毫米。

## 外部連結
- Dreieckhorn on Hikr（页面存档备份，存于）